# Is It Over Now?
"Is It Over Now?" é uma canção gravada pela artista musical estadunidense Taylor Swift, presente na regravação de seu quinto álbum de estúdio 1989 (Taylor's Version) (2023). Foi composta e produzida por Swift juntamente com Jack Antonoff. A faixa foi enviada para as rádios mainstream dos Estados Unidos em 31 de outubro de 2023, servindo como o segundo single do álbum.

## Antecedentes e composição
"Is It Over Now?" foi composta em 2014 com o auxílio de Jack Antonoff para entrar na lista de faixas do 1989, porém acabou sendo descartado do disco sem explicações. Após seu lançamento em 2023, surgiram especulações de que a música falava sobre o relacionamento de Swift com o cantor britânico Harry Styles em 2012, que supostamente terminou em janeiro de 2013 após as férias do casal no Caribe. As canções "Style" e "Out of the Woods", ambas presentes no 1989, também podem terem sido inspiradas no relacionamento de Swift com Styles naquele período. Supostas referências ao relacionamento incluem seu primeiro encontro no Kids' Choice Awards de 2012, primeiros encontros em abril de 2012 com interrupções pelo caso de Styles com a modelo Emily Ostilly, um acidente de moto de neve que aconteceu pouco antes do natal de 2012, e a viagem fracassada para as Ilhas Virgens Britânicas. "Is It Over Now?" se concentra em um romance fracassado acompanhado pelos primeiros "estágios estranhos" de um novo relacionamento subsequente.

## Recepção crítica
Alyssa Bailey, da Elle, achou que Swift estava "no seu estado mais direto e selvagem" na faixa, acusando o tema da música de seguir em frente "tão publicamente" e aludindo ao vestido azul que ela usou ao sair mais cedo da viagem de férias. Lauren Huff, da Entertainment Weekly, viu a faixa como uma "sequência direta" de "Out of the Woods", "fornecendo uma visão" do "malfadado" romance. Escrevendo para o Elite Daily, Dylan Kickham opinou que Swift pode ter ficado confusa sobre o "status do relacionamento" quando escreveu a faixa pela primeira vez em 2014, mas respondeu à sua pergunta que o relacionamento "definitivamente acabou agora".